# Château-Bernard
Château-Bernard település Franciaországban, Isère megyében. Lakosainak száma 286 fő (2022. január 1.). Château-Bernard Villard-de-Lans, Corrençon-en-Vercors, Le Gua, Miribel-Lanchâtre és Saint-Andéol községekkel határos.

## Népesség
A település népességének változása:
| Lakosok száma | 107  | 131  | 134  | 265  | 284  | 276  | 267  | 268  | 268  | 286  |
|               | 1968 | 1982 | 1990 | 2006 | 2013 | 2015 | 2017 | 2019 | 2020 | 2022 |